# Chiesa di San Giuseppe (Parma)
La chiesa di San Giuseppe è un luogo di culto cattolico dalle forme barocche, situato in borgo San Giuseppe 15 a Parma, in provincia e diocesi di Parma; è sede di una parrocchia compresa nella zona pastorale della città.

## Storia
Le origini della chiesa sono piuttosto oscure: secondo alcuni deriverebbe da un antico oratorio esistente presso la cattedrale già nel 1024, ma testimonianze più sicure lo fanno risalire alla fine del XIV secolo; i cittadini di Parma elessero san Giuseppe loro comprotettore il 19 marzo 1406 e ciò farebbe pensare che un luogo di culto dedicato al santo esistesse già a tale data.
L'oratorio di San Giuseppe presso la chiesa di Ognissanti, comunque, è esplicitamente citata dai documenti per la prima volta in un testamento datato 28 maggio 1424. La chiesa era custodita da alcuni eremiti e nel 1456 passò alle monache Agostiniane.
Nel XVII secolo Bartolomeo Cantelli promosse la ricostruzione dell'edificio e a tal scopo raccolse numerose offerte che servirono per l'acquisto di terreni e case appartenenti al monastero di San Basilide per permettere l'ampliamento della chiesa. I lavori, eseguiti su progetto di Girolamo Rainaldi, iniziarono nel 1626  e, a causa della peste, si conclusero solo nel 1666.
Per officiare la chiesa, nel 1702 fu fondato un capitolo collegiale di sette ecclesiastici: un prevosto, un sacrista, due confessori e quattro sacerdoti residenti. Ai membri del capitolo papa Gregorio XVI, con breve del 23 gennaio 1834, concesse il titolo di canonici e l'uso della cappa magna. La collegiata venne soppressa agli inizi del XX secolo per l'esiguità delle rendite.
Nel 1808 il cardinale Carlo Francesco Maria Caselli deputò la chiesa per la cura d'anime (assorbì le parrocchie di San Basilide, Santa Caterina e Santa Cecilia) e il 5 ottobre 1832 il vescovo Vitale Loschi eresse San Giuseppe in parrocchia con il titolo di prepositura.

## Descrizione

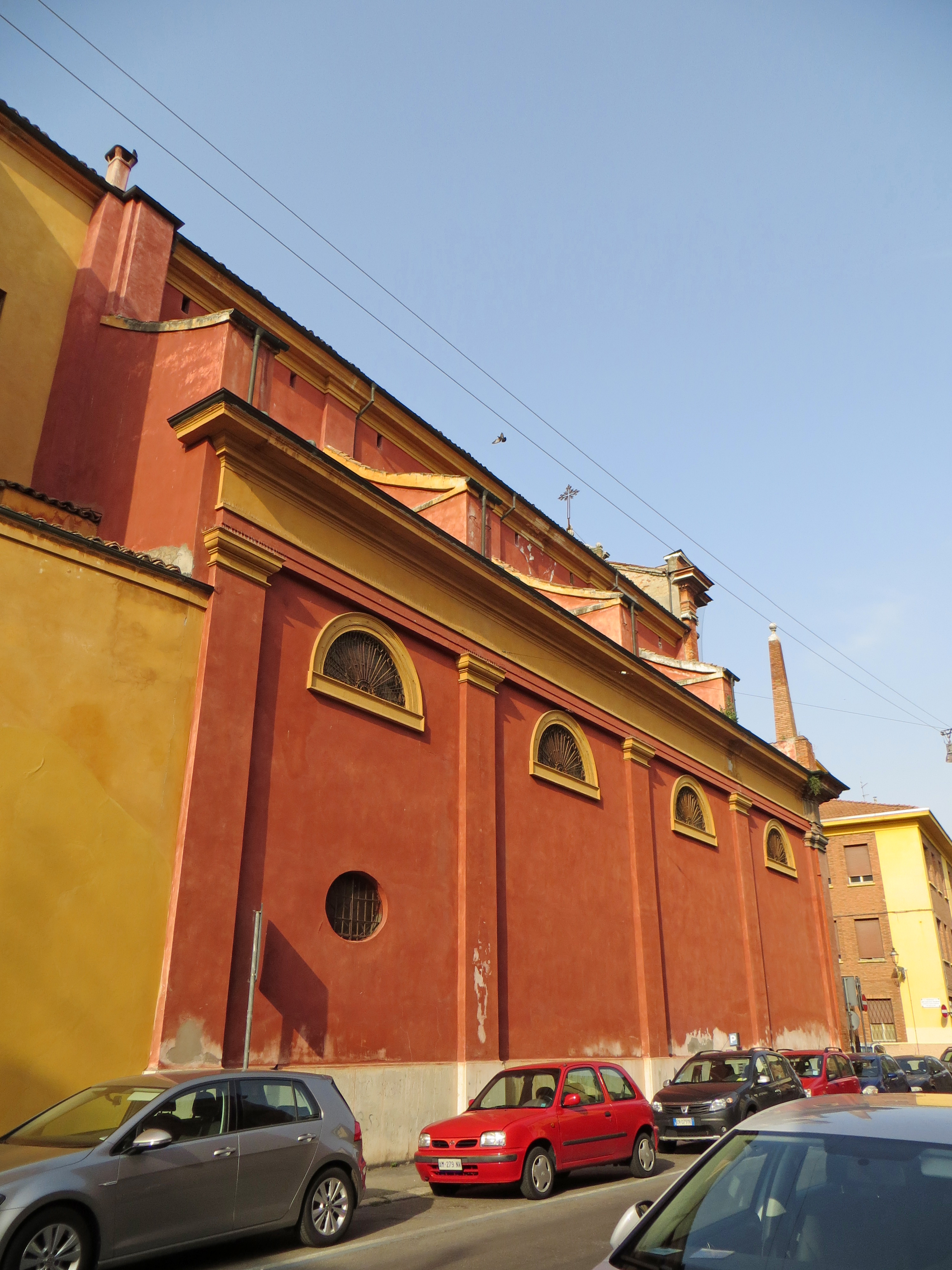
Lato sud

La facciata della chiesa fu eseguita su disegno di Antonio Brianti e fu completata nel 1782.
L'edificio è a navata unica, con volta a botte e tre cappelle laterali per parte.
La chiesa conserva dipinti di Paolo Ferrari (Santa Cecilia) e Giuseppe Peroni (I santi Giovanni Battista e Francesco di Sales), entrambi provenienti dalla soppressa chiesa parrocchiale di Santa Cecilia.